# 紫口寶螺
紫口寶螺（学名：Cypraea carneola）为寶螺科寶螺屬下的一个种。